# Jorge Ceciliano
Jorginho, właśc. Jorge Ceciliano lub Jorginho Ceciliano (ur. 30 maja 1924 w Rio de Janeiro) – brazylijski piłkarz, występujący podczas kariery na pozycji napastnika.

## Kariera klubowa
Całą piłkarską karierę Jorginho spędził w Américe Rio de Janeiro, gdzie grał w latach 1940–1955. Z Américą trzykrotnie wywalczył wicemistrzostwo stanu Rio de Janeiro – Campeonato Carioca w 1950, 1954 i 1955 roku.

## Kariera reprezentacyjna
W reprezentacji Brazylii Jorginho zadebiutował 21 stycznia 1945 w meczu z reprezentacją Kolumbii podczas Copa América 1945, na którym Brazylia zajęła drugie miejsce. Na tym turnieju Oberdan wystąpił w sześciu meczach z Kolumbią (bramka), Boliwią i Ekwadorem.
Mecz z reprezentacją Ekwadoru rozegrany 21 lutego 1945 był jego ostatnim w reprezentacji.